# Les Halles (Lhermitte)
Il dipinto Les Halles  è opera del pittore francese naturalista Léon Lhermitte.

## Storia e descrizione
Léon Lhermitte propose nel 1889 al Municipio di Parigi una grande tela con una scena, naturalistica e con molte figure, che riproducesse l'attività quotidiana al nuovo mercato al centro di Parigi - Les Halles - da poco tempo ultimato, su un progetto dell'architetto Victor Baltard. La nuova struttura era costituita da dodici grandi padiglioni, in vetro e in metallo, sorti lungo un percorso pedonale centrale, a cielo aperto, a livello della chiesa di Saint-Eustache. I lavori, iniziati nel 1852, si erano conclusi nel 1872. L'atmosfera di questo mercato era stata descritta nel 1873 da Émile Zola, nel romanzo Le Ventre de Paris. La  grande tela, definitiva, avrebbe ornato una sala di passaggio, tra una delle due ali laterali e la parte centrale del Municipio di Parigi. A dimostrazione del lavoro definitivo, Léon Lhermitte presentò dunque il bozzetto dell'opera.
Il mercato de Les Halles, principale centro di approvvigionamento alimentare della città, dove il folclore popolare si mescolava alla vendita al dettaglio, era diventato un simbolo della Parigi moderna. Il progetto di Léon Lhermitte era all'inizio solo un bozzetto; ma la scena, vivace e colorata, rappresentava in modo naturalistico il trambusto chiassoso e vorticoso di un qualsiasi giorno di mercato, con donne, facchini, banchetti, cesti colmi di verdure: e fu accettato. L'effetto del chiaroscuro, che esaltava i contorni delle figure, pur tralasciandone i dettagli, derivava dalla lunga pratica incisoria e dall'esperienza come disegnatore di Lhermitte.
Parte del mercato era destinata alla vendita di prodotti ortofrutticoli, scaricati durante le ore notturne e venduti fino alle 10 del mattino: questa è stata la zona del mercato scelta dal pittore. Nel suo dipinto comparivano i facchini - dalla caratteristica blusa di tela blu e dal cappello di cuoio a larghe falde - che erano anche addetti ad assicurare una corretta disposizione delle mercanzie. Nella tela definitiva la gestualità dei personaggi divenne più chiaramente definita, i particolari maggiormente curati; ma quasi svanito era quel primitivo effetto di immediatezza, di sincerità, di freschezza.

### Esposizioni
- 1895, Salon, Parigi
- 1981-1982, The realist tradition: French painting and drawing, 1830-1900, Luoghi vari[3]
- 1986-1987 Le triomphe des Mairies, Parigi[4]
- 1991-1992, Il lavoro dell'uomo da Goya a Kandinskij, Braccio di Carlo Magno, Città del Vaticano[5]